# Intergamma
Intergamma is het moederbedrijf achter de twee doe-het-zelfwinkelketens Gamma en Karwei.
Gamma en Karwei hebben in Nederland en België samen 381 winkels. Hiervan zijn 164 bouwmarkten van Gamma Nederland, 86 bouwmarkten van Gamma België en 131 bouwmarkten van Karwei Nederland. 156 bouwmarkten zijn eigendom van moederbedrijf Intergamma zelf en de overige filialen zijn in eigendom van franchisenemers. Voorbeelden hiervan zijn Bourrelier Group (70 filialen), Posthumagroep (35 filialen), Goedhart (16 filialen) en Budé (13 filialen).

## Resultaten
| Jaar | Omzet           | Winst         |
| ---- | --------------- | ------------- |
| 2022 | € 1.523 miljoen | € 176 miljoen |
| 2021 | € 1.419 miljoen | € 191 miljoen |
| 2020 |                 |               |
| 2019 | € 1.407 miljoen | € 136 miljoen |